# Provincia de Elías Piña
Elías Piña es una de las 32 provincias de la República Dominicana situada en el oeste del país, en la frontera con  Haití. Limita al norte con las provincias Dajabón y Santiago Rodríguez, al este con San Juan, al sur con Independencia y al oeste con la República de Haití. La capital provincial es el Municipio de Comendador.
Fue creada en 1942, durante la Era de Trujillo, con el nombre de Provincia San Rafael en honor al tirano, cuyo nombre era Rafael. En 1965 se le nombró Provincia Estrelleta y, finalmente, en 1972 se le dio el nombre actual. Antes de su creación, era un municipio de la provincia San Juan.

## Etimología
La denominación de la provincia es en honor al Coronel de milicias Elías Piña, nativo de La Margarita, paraje de Comendador en esta provincia. Combatió en la zona fronteriza durante las luchas independentistas, muriendo en 1845 mientras atacaba una posición fortificada haitiana cercana a Bánica.

## División administrativa
La provincia Elías Piña se divide en 6 municipios y 7 distritos municipales.
- Comendador

Sabana Larga 
Guayabo 
- Bánica

Sabana Cruz
Sabana Higuero 
- El Llano

Guanito 
- Juan Santiago

- Hondo Valle

Rancho de la Guardia 
- Pedro Santana

Río Limpio

## Aspectos históricos

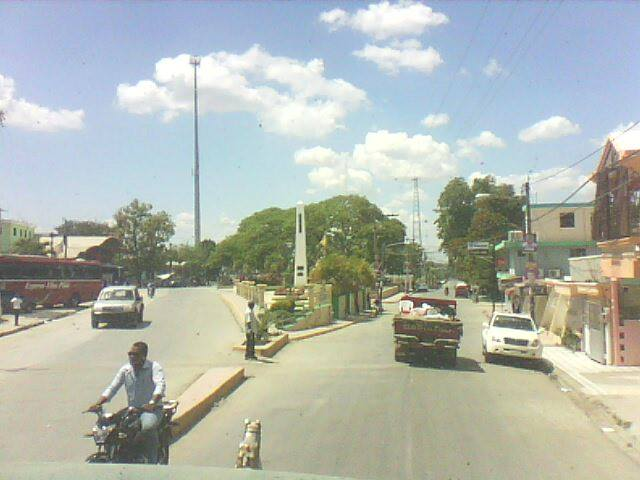
Municipio de Comendador

La región ocupada por la actual provincia Elías Piña tuvo una baja ocupación humana ya que se encontraba en la frontera entre las colonias de Saint-Domingue (francesa) y de Santo Domingo (española), y luego en la frontera de los dos países independientes derivados de dichas colonias (Haití y República Dominicana).
El único asentamiento fundado durante la colonia fue Bánica, en el extremo oriental del Océano, zona de extensas sabanas que llegaba hasta la ciudad de Hincha (conocida como Hinche en Haití). Tanto Comendador como Hondo Valle se originaron de puestos militares fronterizos establecidos luego de la independencia nacional. Todo el resto de la actual provincia estaba prácticamente despoblada hasta luego de la Guerra de Restauración cuando empezaron a llegar familias de otras partes del país.

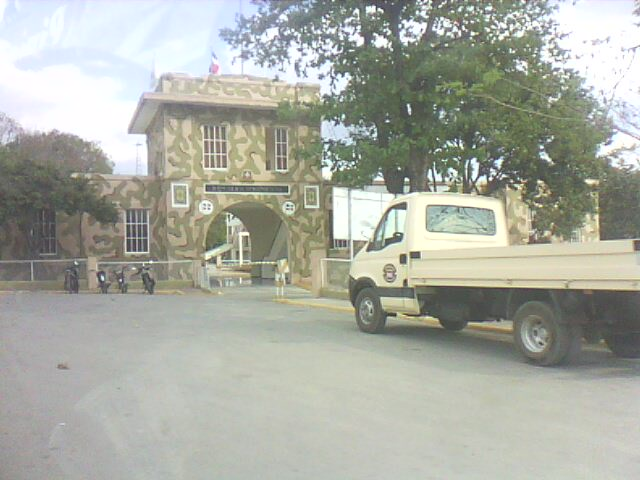
Fortaleza del CESFRONT en Comendador, Provincia Elías Piña

Durante la Guerra Domínico-Haitiana (1844-1856), tropas haitianas atravesaban esta región por lo que ocurrieron varias contiendas, incluyendo los enfrentamientos por dominar el fuerte de Cachimán (ahora en Haití) y, especialmente, la Batalla de La Estrelleta.
Desde tiempos coloniales, el territorio de la colonia pertenecía a la provincia de Azua hasta que pasó a formar parte de la provincia Benefactor (actual San Juan) al crearse dicha provincia en 1938. Dentro de los planes de "Dominicanización de la frontera" del dictador Rafael Leónidas Trujillo, se creó esta provincia en 1942.

## Población
Según el censo poblacional de 2010, la población de la provincia era de 63 879 personas: 32 986 hombres y 30 893 mujeres. Su densidad de población es de 45 hab/km², una de las más bajas del país. De la población total, 23 203 (36,32 %) vivían en áreas urbanas.

### Evolución
| 8-6-1950 | 7-8-1960 | 1-9-1970 | 12-12-1981 | 24-9-1993 | 18-10-2002 | 10-9-2012 |
| 33 013   | 43 266   | 53 228   | 61 895     | 64 841    | 63 879     | 70 589    |

## Geografía

### Geografía
La provincia podría dividirse en tres grandes regiones fisiográficas: la sierra de Neiba al sur, la cordillera Central en el norte y la parte central, parte de la cuenca del Artibonito y sus tributarios. Esta parte central consta de pequeños valles separados por colinas bajas.
La montaña más alta es la loma La Tasajera del Chivito, con 2179 m, en la vertiente norte de la sierra de Neiba. En la Cordillera Central, la montaña más alta en la provincia es Nalga de Maco con 1990 m, en el noreste de la provincia, próximo a la provincia Santiago Rodríguez. Esta montaña es la más alta de la Cordillera Central occidental.

### Hidrografía
El principal río es el Artibonito, que forma la frontera con Haití por varios kilómetros y que se origina cerca de Nalga de Maco. Todos los demás ríos son afluentes, directos o indirectos, del Artibonito. Otros ríos son el Macasías, Tocino, Joca y Caña (también llamado Caño).

### Clima
En las zonas bajas, el clima es cálido, con temperaturas medias anuales de 26.7 °C en Comendador y 25.4 °C en Bánica. Al aumentar la altitud, tanto en el norte como en el sur de la provincia, la temperatura disminuye; en Hondo Valle, la temperatura media anual es de 21.2 °C.
Mientras que en las montañas la precipitación es alta y relativamente bien distribuida durante todo el año (1717 mm en Hondo Valle), en las zonas bajas el clima tiende a ser árido debido a la escasa pluviometría durante varios meses. En Comendador, el promedio anual es de 1828 mm pero la mayor parte ocurre de abril a octubre. En Bánica, la precipitación es menor y concentrada entre mayo y octubre.

### Vegetación
En las zonas bajas, la vegetación es típicamente de sabana, debido especialmente al largo período de poca precipitación durante el otoño y el invierno. Solamente en las proximidades de los ríos se encuentran bosques desarrollados.
En las montañas es posible distinguir dos tipos de vegetación: la de pinares, con la presencia dominante del pino criollo (Pinus occidentalis), y la del bosque húmedo. Tanto los bosques húmedos como los pinares han sido muy afectados por la explotación maderera y la agricultura migratoria; solamente en algunos pocos lugares quedan bosques nativos intactos.

## Economía
Como en todas las provincias fronterizas, hay poco desarrollo económico en general. Hay un importante tráfico comercial con Haití, especialmente en Comendador. La producción agropecuaria se limita a cultivos menores y crianza caprina y ovina en pequeña escala. En la parte sur, en la sierra de Neiba, hay producción de café, papa y habichuela.

## Comunicaciones
La provincia solamente tiene comunicación por vía terrestre, por carreteras. La Carretera Sánchez, que se origina en Santo Domingo, termina en Comendador. Además está la Carretera Internacional que, en algunos trechos, es compartida entre Haití y la República Dominicana. Las demás carreteras en la provincia son de categoría menor.

## Turismo
El turismo es casi nulo. Solamente podemos mencionar las peregrinaciones que se hacen al cerro de San Francisco, en Bánica. Dicho cerro es un área protegida con la categoría de monumento natural.
Hay dos parques nacionales en la provincia: el Parque Nacional Nalga de Maco, en el noreste, y el Parque Nacional Sierra de Neiba, en el sur. Pero ninguno de los dos presenta un desarrollo ecoturístico notable.